# Бугнерович (герб)
Бугнерович (Помян відмінний II, пол. Bugnerowicz, Pomian odmienny II) — шляхетський герб з нобілітації, різновид герба Помян.

## Опис герба
Існують відмінності щодо зовнішнього вигляду цього герба. Тадеуш Гайль, слідом за Островським, подає таку версію:
У золотому полі чорна голова зубра, що пронизана мечем навскіс.
Клейнод — озброєна рука, що тримає спис вістрям вниз по діагоналі.
Чорний намет підбитий золотом.
Юзеф Шиманський описує герб по-іншому:
У червоному полі чорна голова зубра із срібним мечем навскіс поверх.
Клейнод — озброєна рука, що тримає шаблю.

## Найдавніші згадки
Нобілітація Войцеха Бугнеровича від 16 березня 1595 р.

## Геральдичний рід
Бугнерович (Bugnerowicz).